# Euphorbia juglans
Euphorbia juglans là một loài thực vật có hoa trong họ Đại kích. Loài này được Compton mô tả khoa học đầu tiên năm 1935.

## Hình ảnh

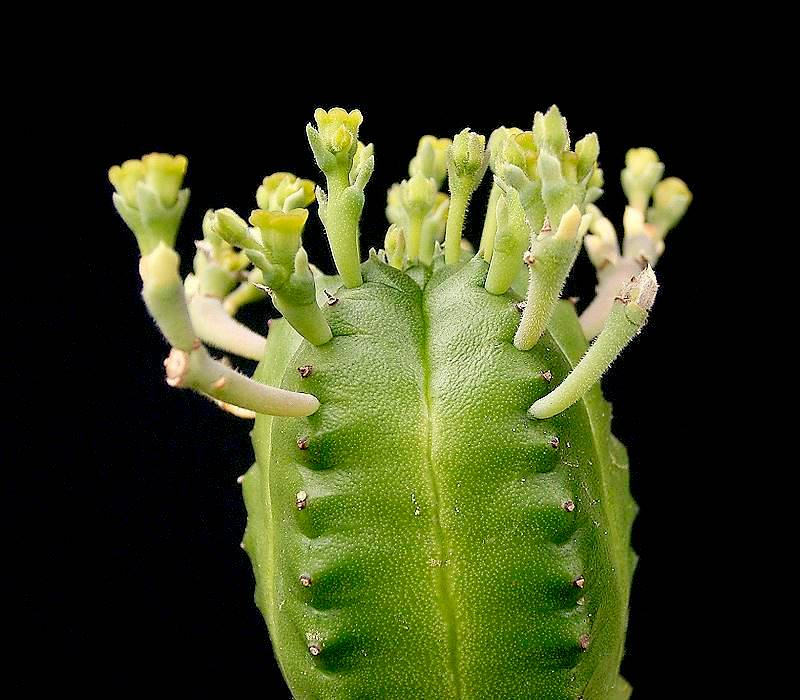
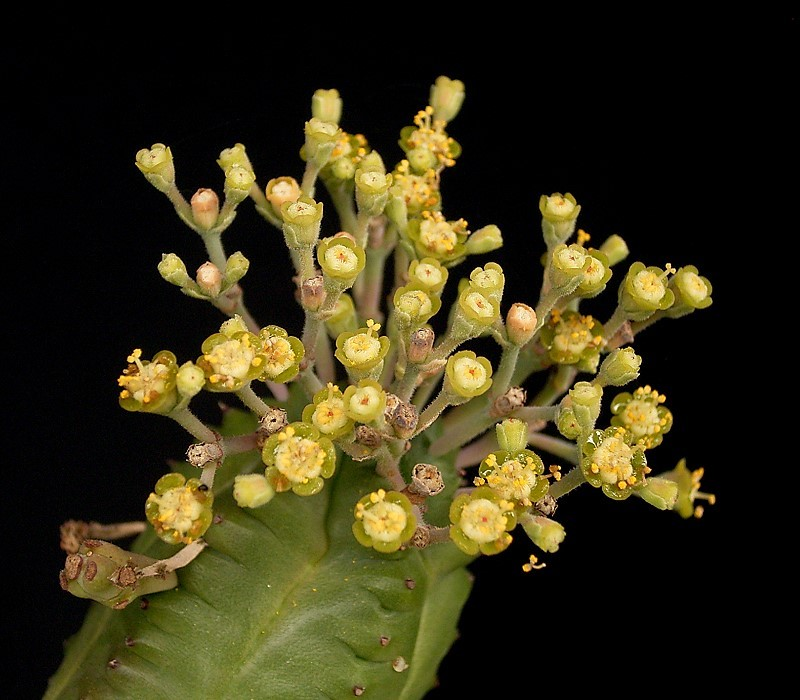